# Павел Погребњак
Павел Викторович Погребњак (рус. Павел Викторович Погребняк; Москва 8. новембар 1983) је руски фудбалер. Тренутно игра као нападач за Урал из Јекатеринбурга. Прозван је Погреб ("Подрум") и Велики По. Други надимак, Велики По, популаризовао је његов бивши саиграч у Зениту, Андреј Аршавин.

## Каријера
Павел је почео да игра фудбал са шест година у школи фудбала ФК Спартак Москва. Године 2001, дебитовао је за резервни тим Спартака, а годину дана касније био је изабран за први тим. Између 2001. и 2003, постигао је 8 голова у 23 утакмице.
Године 2003, одиграо је 40 утакмица и постигао 15 голова за Балтику из Калињинграда. Следеће сезоне, вратио се у московски Спартак, одигравши 16 утакмица и постигавши два гола. Исте сезоне је, такође, постигао шест голова за ФК Химки у 12 наступа. Следеће године играо је за ФК Шињик и постигао четири гола у 23 меча. Погребњак је прави пробој наравио у сезони 2006. у Тому постигавши 13 голова у 26 утакмица и постао један од љубимаца локалних навијача.

## ФК Зенит Санкт Петербург
На крају сезоне 2006, Погребњак је потписао за Зенит. Већ наредне сезоне Зенит је освојио националну лигу, а Павел је постигао 13 голова. У 51 званичној утакмици за Зенит, Погребњак је постигао 28 голова, од којих 12 у националној лиги.

## ФК Штутгарт
Погребњак је дебитовао за Штутгарт 8. августа 2009, у мечу против шампиона Немачке, Волфсбурга, а на терену је провео свих 90 минута. Свој први гол за немачки тим постигао је 15. августа у утакмици против Фрајбурга.
Свој први хет трик, као и први у историји Штутгарта, постигао је у утакмици против Борусије Менхенгладбах. Погребњак је провео 78 минута на терену, а утакмица је завршена резултатом 7:0.